# 朗伍德 (北卡羅萊納州)
朗伍德（英語：Longwood）是位於美國北卡羅萊納州不倫瑞克縣的非建制地區。

## 歷史
朗伍德的郵局自1926年營運至今。

## 地理
朗伍德所處的海拔為高於海平面14米（即46英呎），而該地所採用的時區為UTC-5，即北美东部时区（EST）。同時該地設有夏令時間，為UTC-5調快一小時，即UTC-4（EDT）。